# Catessi
Catessi è un termine psicanalitico utilizzato per indicare l'investimento di forze mentali o emotive verso un oggetto, persona, o idea. Il processo di abbandono di questo forte interesse viene definito come "ritiro della catessi" o "decatessi".

## Origine del termine
Il termine greco antico κάθεξις (cathexis: ritenzione, trattenimento) fu scelto da James Strachey per rendere il termine tedesco Besetzung nella sua traduzione in inglese dell'opera di Sigmund Freud. Freud stesso lo rese con "interest", interesse, in una lettera a Ernest Jones.
Peter Gay obiettò che l'uso da parte di Strachey della parola catessi era innecessariamente esoterico per Besetzung, "una parola di uso comune in tedesco, ricca di significati suggestivi, tra cui 'occupazione' (militare) e 'carica' (elettrica).

## Uso
Freud definì la catessi come un investimento libidico, notando come sogni e pensieri fossero investimenti di catessi con quantità variabili di investimento affettivo. Secondo Freud la catessi, o carica emotiva, può essere positiva o negativa, portando alcuni dei suoi successori a parlare di una catessi di mortido. Freud chiamò un gruppo di idee soggette a catessi complesso.
Freud descriveva spesso il funzionamento delle energie psicosessuali in termini quasi fisici, ad esempio rappresentando la frustrazione del desiderio libidico come un blocco di energie che sarebbe eventualmente cresciuto fino a richiedere un rilascio in modi alternativi all'azione diretta. Questo rilascio potrebbe avvenire ad esempio tramite regressione (psicologia), "ricatessi" di fissazioni precedenti, o godimento autoerotico, fantastico (vedi Fantasia (psicologia)) di precedenti oggetti sessuali.
Freud usò il termine anticatessi, o controcarica per descrivere la modalità in cui l'Io blocca questi sforzi regressivi necessari a scaricare la frustrazione di investimenti non leciti o impossibili, ossia quando l'Io desidera reprimere questi desideri. Come in un motore a vapore, la catessi della libido cresce fino a trovare sbocchi alternativi, che possono portare alla sublimazione (psicologia), alla formazione reattiva o alla costruzione di sintomi a volte debilitanti.
M. Scott Peck distingue tra catessi e amore, definendo la prima come la fase iniziale di interesse in una relazione, e l'amore come l'impegno e la dedizione continua per la cura dell'altro.
Eric Berne ha esposto la possibilità che i disegni infantili rappresentino l'intensità della catessi investita in un oggetto.

### Pensiero
Freud vedeva il pensiero come un processo sperimentale attuato con il coinvolgimento di minime quantità di catessi: "pensare è un agire a mo' di esperimento con piccole quantità di energia, un po' come gli spostamenti delle bandierine sulla carta geografica che il comandante fa prima di mettere in moto le sue truppe".
Nelle delusioni secondo Freud la causa della patologia è l'ipercatessi (o sovraccarica) di idee precedentemente respinte come strane o eccentriche.

## Teoria delle relazioni oggettuali
Freud vide il processo dei primi anni di vita di investimento di catessi negli oggetti con energia libidica come un aspetto centrale dello sviluppo umano. Nel descrivere il ritiro di catessi (vedi sotto: decatessi) che accompagna il lutto, Freud fornì il suo maggiore contributo alla teoria delle relazioni oggettuali.

## Termini correlati
- Catessi corporea: si riferisce all'investimento di energia mentale o emotiva di una persona diretto sul proprio corpo. la Secord-Jourard Body Cathexis Scale, introdotta negli anni '50 e ancora in uso oggi, mette in relazione una bassa catessi corporea con una bassa autostima,[15] Otto Fenichel considerando disturbi della catessi corporea come uno dei primi segnali correlati alla schizofrenia[16]. Con l'uso empirico di questa scala si sono riscontrate differenze significative in questo campo tra pazienti schizofrenici e controlli sani.[17]

La catessi corporea guida molti comportamenti, come ad esempio la scelta del vestiario, la gestione del proprio peso, o gli acquisti di prodotti cosmetici. Uno studio ha dimostrato che generalmente le persone sono più soddisfatte dei loro capelli e occhi piuttosto che della loro circonferenza di vita.  I consumatori più soddisfatti del loro corpo erano utilizzatori più frequenti di prodotti di bellezza come balsamo per capelli, phon, acqua di Colonia, abbronzatori sintetici, dentifrici, e saponi con pomice.
- Acatessi: mancanza di risposta emotiva a ricordi significanti o interazioni attuali in cui una tale risposta sarebbe normalmente aspettata[20]. Il termine si riferisce anche generalmente a una generale assenza di sentimenti normali o attesi[21]. L'acatessi è stata collegata con disturbo bipolare e demenza[22], mentre il fenomeno appare anche in soggetti affetti da disturbo post traumatico da stress.
- Decatessi: ritiro della catessi da un oggetto istintuale[23], ad esempio nel narcisismo la catessi viene ritirata dagli oggetti istintuali esterni (o meglio dalle loro rappresentazioni) e volta verso l'Io[24], come nel caso del giudice Schreber e collegata da Freud alla megalomania del soggetto[25]. Una decatessi simile si può osservare in casi di ipocondria[26] e malinconia[27]
- Anticatessi: o controcatessi, è l'energia usata dall'Io per legare gli impulsi primitivi dell'Es.[28] A volte nel farlo l'Io segue le istruzioni e motivazioni del Super-io, ma a volte sviluppa una doppia-controcatessi per bloccare sentimenti di colpa o ansietà derivanti dal Super-io, oltre che gli impulsi dell'Es.[29]. Freud vide lo stabilirsi di un'anticatessi permanente come prerequisito per il meccanismo di rimozione psicologica.[30] Vide inoltre la controcatessi come un elemento centrale dell'isolazione.[31]